# Gatschkopf
Gatschkopf – szczyt w Alpach Lechtalskich, części Północnych Alp Wapiennych. Leży w Austrii w kraju związkowym Tyrol. Szczyt można zdobyć ze schronisk Augsburger Hütte (2289 m), Memminger Hütte (2242 m) lub  Ansbacher Hütte (2367 m). Szczyt ten sąsiaduje z najwyższym szczytem Alp Lechtalskich - Parseierspitze.